# La donna è un'isola
La donna è un'isola è un romanzo della scrittrice islandese Auður Ava Ólafsdóttir pubblicato nel 2004. Racconta del viaggio lungo la statale 1 dalla capitale Reykjavík verso la costa orientale di una trentenne di recente divorziata e un bambino con forti handicap fisici, ma con un certo grado di genialità.
Il titolo Rigning í nóvember è traducibile come “pioggia a novembre”.

## Trama
La protagonista è una donna di Reykjavík arrivata a 33 anni senza figli, per propria scelta; di professione è traduttrice, in grado di lavorare in 13 lingue straniere. La sua migliore amica, una musicista di nome Auður, aspetta invece un bambino. Il rapporto con il marito Þorsteinn è in crisi; l'uomo le confessa di avere da tempo una relazione con una collega e decide di andare via di casa, anche se continua a tornare per prendere libri e mobili, e talvolta fermandosi per una doccia.
Contemporaneamente, la protagonista è anche stata lasciata dall'uomo con il quale aveva una relazione extraconiugale. Tutto sembra sottosopra nella sua vita quando improvvisamente accade un evento inaspettato: una telefonata le comunica che ha vinto il secondo premio a una lotteria, una casa di legno prefabbricata che potrà sistemare dove vuole. Decide di farla costruire nell'est dell'Islanda, la sua terra d'origine, dove da bambina e da ragazzina passava le ferie estive con i cugini.
Però capita un imprevisto: la sua amica Auður dovrà essere ricoverata in ospedale per quasi tre mesi perché scopre di essere incinta di due gemelle: il primo parto quattro anni fa, prematuro, ha compromesso la sorte del bambino, che è quasi totalmente sordo e muto. Auður chiede all'amica di prendersi cura per tutto questo tempo di Tami, il figlio; malgrado qualche resistenza iniziale, soprattutto perché non è abituata ad avere a che fare con bambini, la protagonista decide di portarlo con sé in viaggio. I due acquistano un biglietto della lotteria, con i numeri scelti da Tami, e la sera la donna si rende conto che incredibilmente hanno vinto il primo premio di una seconda lotteria!
Si tratta della più grande vincita nella storia delle lotterie islandesi: 44.523.622 corone, che la donna deposita su due conti correnti bancari, metà sul proprio e l'altra metà su uno intestato a Tami. I due partono intorno a metà novembre diretti a est, sulla strada statale n 1. Durante il viaggio donna si rende conto che Tami sa leggere e scrivere anche se è in età prescolare. Chiede per telefono a sua madre, ma Auður confessa di non essersi accorta di nulla. Poca gente è in viaggio in questo periodo dell'anno, incontrano qualcuno solo nei posti di ristoro; quindi è forte il suo stupore quando nel primo albergo in cui si fermano si imbatte nel suo amante, l'uomo con il quale si sono appena lasciati in contemporanea con la separazione dal marito. Il caso è troppo forte perché la protagonista vi si opponga; passano la notte insieme, ma il giorno dopo ognuno continua sulla propria strada.
Il tempo è così buio e piovoso che la donna investe e uccide una pecora che attraversa la carreggiata, così è obbligata a pagare i danni ai proprietari. Più o meno sullo stesso percorso si muove un coro estone in tournée, che i due incrociano negli autogrill e negli alberghi. La donna e il bambino si fermano per la notte successiva in un moderno albergo di lusso nella regione delle sabbie, anche perché il tempo è così caldo che i fiumi sono in piena e minacciano inondazioni. Qui fanvo conoscenza con un uomo, un veterinario che vorrebbe portare un falcone malato a Reykjavík; deve però aiutare una vacca a partorire un vitello in una stalla vicino. L'uomo è attraente, e complice il fatto che l'albergo è quasi al completo lui e la protagonista passano la notte insieme.
I tre pesciolini rossi che ha comprato per Tumi prima della partenza sono morti, ma il bambino è riuscito a impadronirsi di un gattino nella cascina della pecora. Dopo circa 300 km di strada sterrata, l'auto si arresta davanti a una frana; provvidenzialmente dalle tenebre esce un uomo che l'aiuta a spalare, sta lavorando a una piantagione sperimentale di meli poco distante. Mentre Tumi dorme in auto, lei si fa condurre dall'uomo sulla colata di lava e qui si amano in fretta, come in una fiaba.
Finalmente la protagonista e il bambino arrivano in una cittadina sulla costa orientale, è qui che ha origine la famiglia della donna: qui passava le vacanze estive fino all'età dell'adolescenza. E sempre qui ha deciso di fare installare lo chalet di legno vinto alla lotteria, nel quale si dispone a abitare anche se non c'è l'allacciamento elettrico. Immancabilmente, anche l'uomo incontrato grazie alla frana la raggiunge.
Poco dopo anche suo marito Þorsteinn arriva in volo dalla capitale, si lamenta della nuova compagna e fa un tentativo di riaccendere la fiamma, ma lei lo respinge.

## Edizioni
- Auður Ava Ólafsdóttir, La donna è un'isola, traduzione di Stefano Rosatti, Einaudi, 2014, ISBN 978-88-06-21541-5.